# Kylie's Non-Stop History 50+1
Kylie's Non-Stop History 50+1 är ett remixalbum av Kylie Minogue från 1993. Det innehåller en samling remixar av Kylie Minogues hitlåtar från främst 1980-talet.